# Latinske møntunion
Latinske Møntunion blev oprettet i 1865 mellem Frankrig, Belgien, Schweiz og Italien. Grækenland tilsluttede sig i 1868.
Hovedmønterne var baseret på både guld og sølv. Dette kaldes bimetallisme, og kræver et fast bytteforhold mellem guld og sølv. Dette er i praksis meget svært.
De facto ophævet med udbruddet af 1. verdenskrig.